# مارک نیوسون

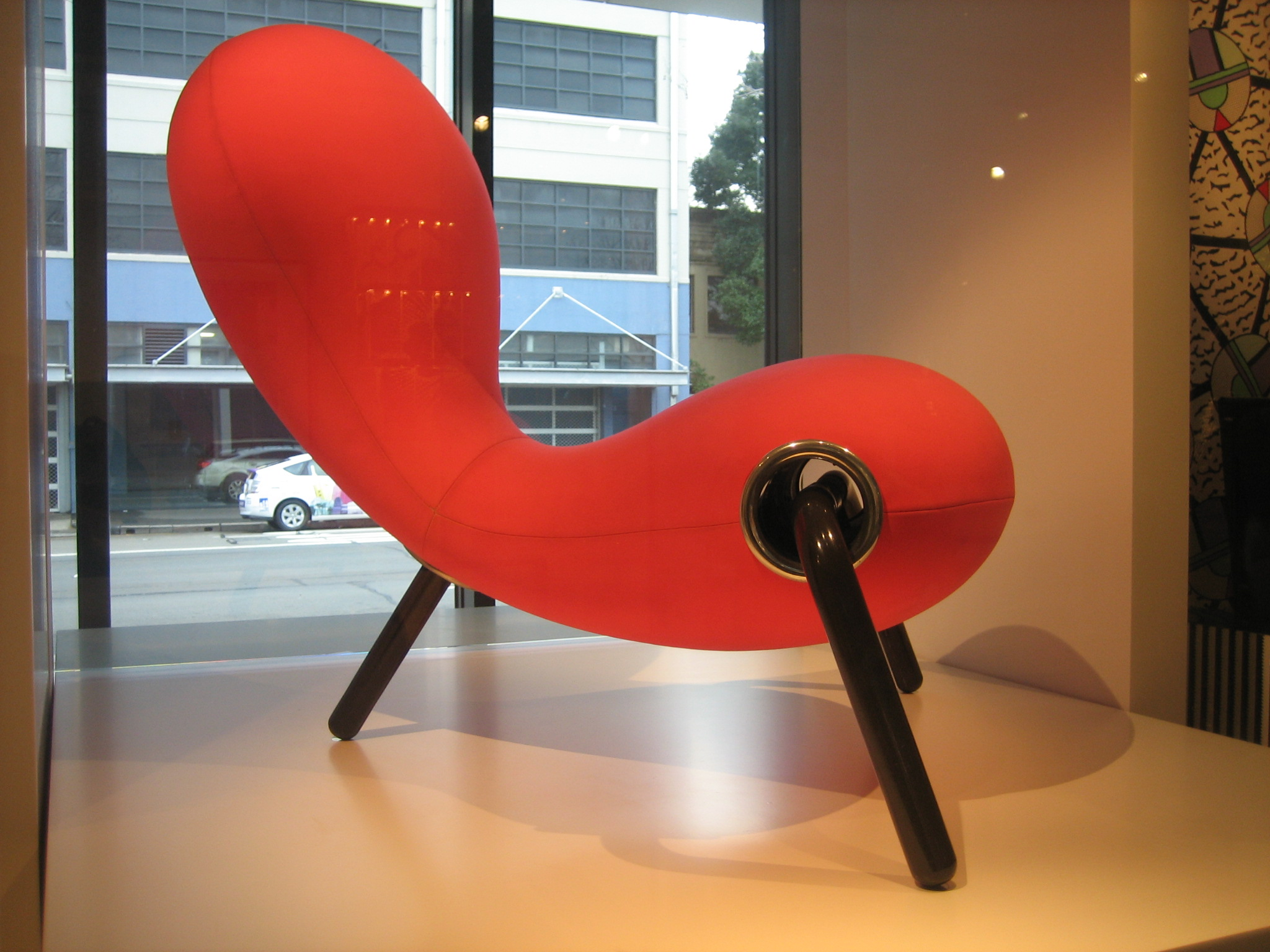
صندلی جنینی

مارک نیوسون (به انگلیسی: Marc Newson)؛ (۲۰ اکتبر ۱۹۶۳ میلادی) یک طراح صنعتی است که در طراحی کابین هواپیما، طراحی محصول، طراحی مبلمان، جواهرات و پوشاک کار می‌کند. او دارای نشان امپراتوری بریتانیا است. سبک او از خطوط هندسی نرم، نیمه شفافیت، استحکام، شفافیت استفاده می‌کند و تمایل به عدم وجود لبه‌های تیز دارد.